# Xenia (Hotelkette)

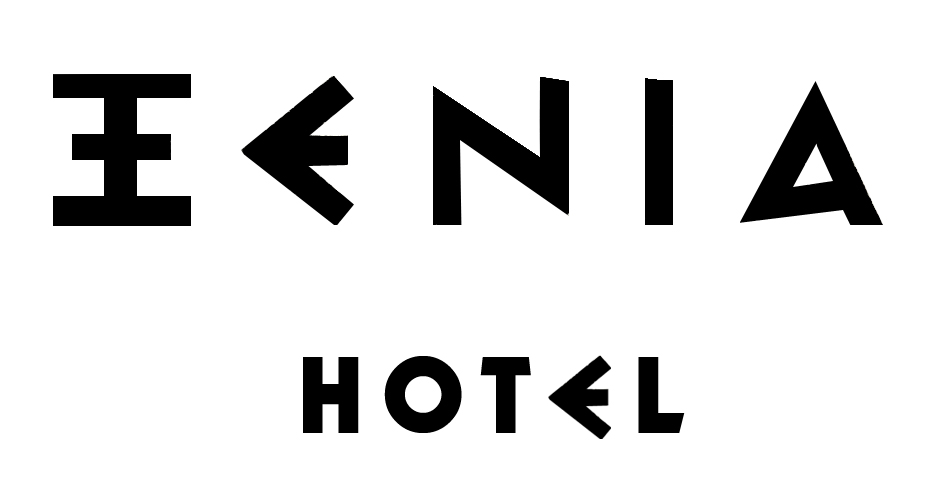
Das erste Logo (ca. bis 1975)

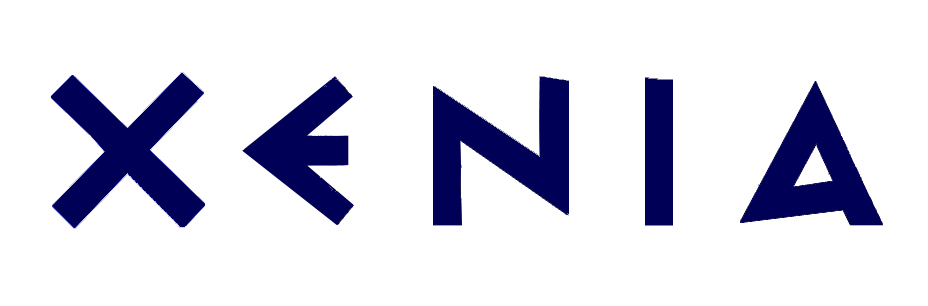
Das zweite Logo (ca. ab 1975)

Die Xenia (griechisch Ξενία) Hotels und Motels wurden in Griechenland im Rahmen des Xenia-Programms der 1950 gegründeten Griechischen Zentrale für Fremdenverkehr (ΕΟΤ, Ελληνικός Οργανισμός Τουρισμού) erbaut.

## Geschichte

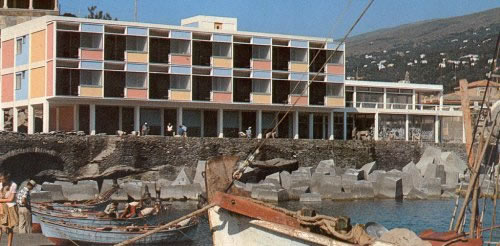
Das Xenia auf Andros, 1958. Die bunte Farbgebung ist ein Zitat auf die Insel Andros als Wohnsitz griechischer Maler.

Der staatliche Besitz ermöglichte eine große Auswahl an unterschiedlichen und guten Standorten, wie an der Hafenpromenade von Vathy auf Samos (das Hotel in der Bildmitte, 2006)

Der EOT unterhielt eine Bauabteilung, die sich mit touristischen Objekten beschäftigte, beispielsweise die denkmalgerechte Sanierung von verlassenen Wohntürmen in der Mani und deren Umbau zu einer Hotelanlage. 1950 wurden alle Neubauprojekte einer neuen Abteilung zugeordnet, die das Programm Xenia betreute. Vorbild des Programms war das staatliche Schulbauprogramm der 1920er Jahre, als unter dem Architekten Patroklos Karantinos über 4000 Schulen im Stil der klassischen Moderne realisiert wurden. Technischer Direktor des neuen Programms war von 1950 bis 1958 der griechische Architekt Charalambos Sfaellos, ab 1957 leitete Aris Konstantinidis den Planungsstab und wählte ein Team von jungen Architekten für die Planung und den Bau der Häuser. Zu den Mitarbeitern gehörte auch Dimitris Pikionis, der das Hotel in Delphi (1951–1956) entwarf.
Bevorzugt an touristischen Orten wie archäologischen Stätten, Inseln, Heilquellen, aber auch an bedeutenden Verkehrsachsen entstanden in dieser Zeit ca. 50 Hotels und Motels im ganzen Land. Es wurde von zahlreichen anderen Infrastrukturprojekten begleitet, wie Straßenbau, touristische Kioske, Museen, Seilbahnen etc. die aufeinander abgestimmt waren. Es stellte einen bedeutenden Beitrag zur touristischen Entwicklung und für die Wirtschaft auf nationaler und lokaler Ebene dar und entwickelte sich zum größten Auftraggeber von öffentlichen Gebäuden nach dem Zweiten Weltkrieg und dem Bürgerkrieg.
Das Xenia-Programm entfaltete eine Vorbildfunktion für den privaten Bau von Hotels, Ferienanlagen und Ausflugslokalen. Somit hatte es ab den 1970er Jahren bereits seine Aufgabe erfüllt und der EOT konnte sich auf seine Funktion der indirekten Tourismusförderung und der Werbung beschränken. Die Hotels wurden dann vermietet und vereinzelt auch verkauft. Unrentable Häuser wie die Motels wurden geschlossen.
Die letzten Jahre wurden viele Objekte gegen Auflagen an Kommunen abgegeben. Insgesamt befinden sich noch rund 40 Objekte aus dem Xenia-Programm im Portfolio der staatlichen Tourismusimmobilengesellschaft Eteasa S.A.

### Resonanz
Während die architektonischen Besonderheiten eher in internationalen Fachzeitschriften gelobt wurden, so schätzten die Besucher den Komfort der Hotels:
Karl-Heinz Krause schrieb über die Hotels in einem Bericht einer Reise von 1983: Die [Xenia-] Hotels, in denen wir wohnten waren nicht billig, dafür hatten wir Komfort. Eines muss man den Griechen lassen, ihren Fremdenverkehr behalten sie scharf im Auge. Es gibt hier nicht das Durcheinander südlicher Länder. Die Hotelklassen stimmen, Preise sind festgesetzt und überall deutlich ausgehängt.
Hermann Korte über eine Begegnung mit Norbert Elias: „Ich sehe mich noch 1969 mit ihm und Freunden in Samos auf der Terrasse des sehr noblen Hotels ‚Xenia‘ sitzen und mit erhobenem Zeigefinger erklären, dass keine Theorie etwas taugt, die nicht zur Befreiung der Arbeiterklasse führt“.
Beverly Beyer und E. A. Rabey schrieben in Passport to Europe’s small hotels & inns: Xenia hotels throughout Greece can usually be counted on for simple but clean and comfortable accommodations, even if they have been later sold to private firms. This one meets all the standards, including a restaurant. Die Übernachtung DZ mit Bad im Xenia Skiathos wurde in dieser Quelle mit 20 $ angegeben.
Valerie Strong blickt in ihrem Werk In Those Days nostalgisch zurück: The government had led with the Xenia hotels, models in good taste and sensitive location. Each had its own character depending on the site; they could be built into a mountain top, nestled into an orange grove, or alog a stretch of a beach. They were intimate beautifully and individually appointed, most featuring local crafts, and run with personal service.
Der amerikanische Schriftsteller R. B. Weber schrieb über ein Hotel die Gedichtesammlung: Poems from the Xenia Hotel. Der finnische Schriftenentwerfer Emil Bertell hat eine Schriftart Motel Xenia getauft.

## Architektur und Bedeutung

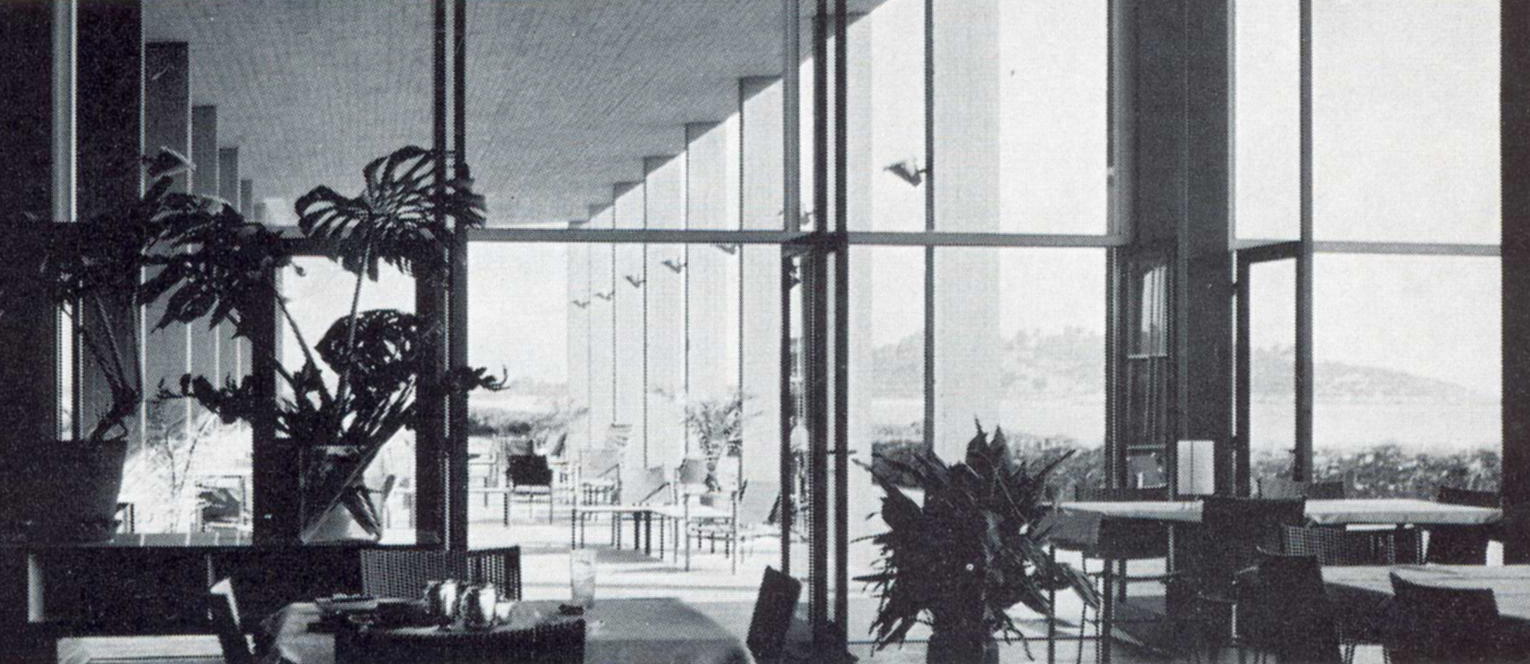
Restaurant im Feriendorf Paliouri, 1962

Die Hotels sind herausragende Beispiele der griechischen Architekturgeschichte der Nachkriegszeit.
Die Planung eines neuen Objekts begann mit einer topografischen Begutachtung verschiedener Grundstücke in einem Ort. Anschließend folgten Vorentwürfe, die sich je einen Schwerpunkt widmeten. Kriterien der Auswahl waren u. a. die Einbeziehung der Landschaft, die Beziehung von Innen- zu Außenraum sowie die Einfachheit und Klarheit der Form. Berücksichtigt wurde auch die vornehmliche Nutzung in der warmen Jahreszeit: Klappen zur Be- und Entlüftung der Zimmer auf verschiedene Raumhöhen, schattige große Vordächer, begrünte Pergolen etc. Charakteristisch ist die Kombination lokaler Baumaterialien und Bauweisen wie Steinmauern mit der Verwendung von standardisierten Fertigteilen.
Die Gebäude stehen in Kontrast zu den reizärmeren Großbauten des International Style die zur gleichen Zeit von großen Ketten hochgezogen wurden, wie etwa das Hilton in Athen (1963) und waren Vorbild besonders für kleinere Projekte. Sie können als Vorgänger des kritischen Regionalismus gelten.
Die Hotels boten einen zeitgenössischen Vier-Sterne Standard, hatten ein gehobenes Restaurant und eine Tourismusinformation. Ungewöhnlich für öffentliche Bauten, wurden nur vereinzelt Kunstwerke aufgestellt, eines davon eine Skulptur von Klearhos Loukopoulos im Garten des 1962 gebauten Motels in Olympia.

### Heute

Kos Aktis Art Hotel (ehemals Xenia) an der Uferstraße der Stadt Kos

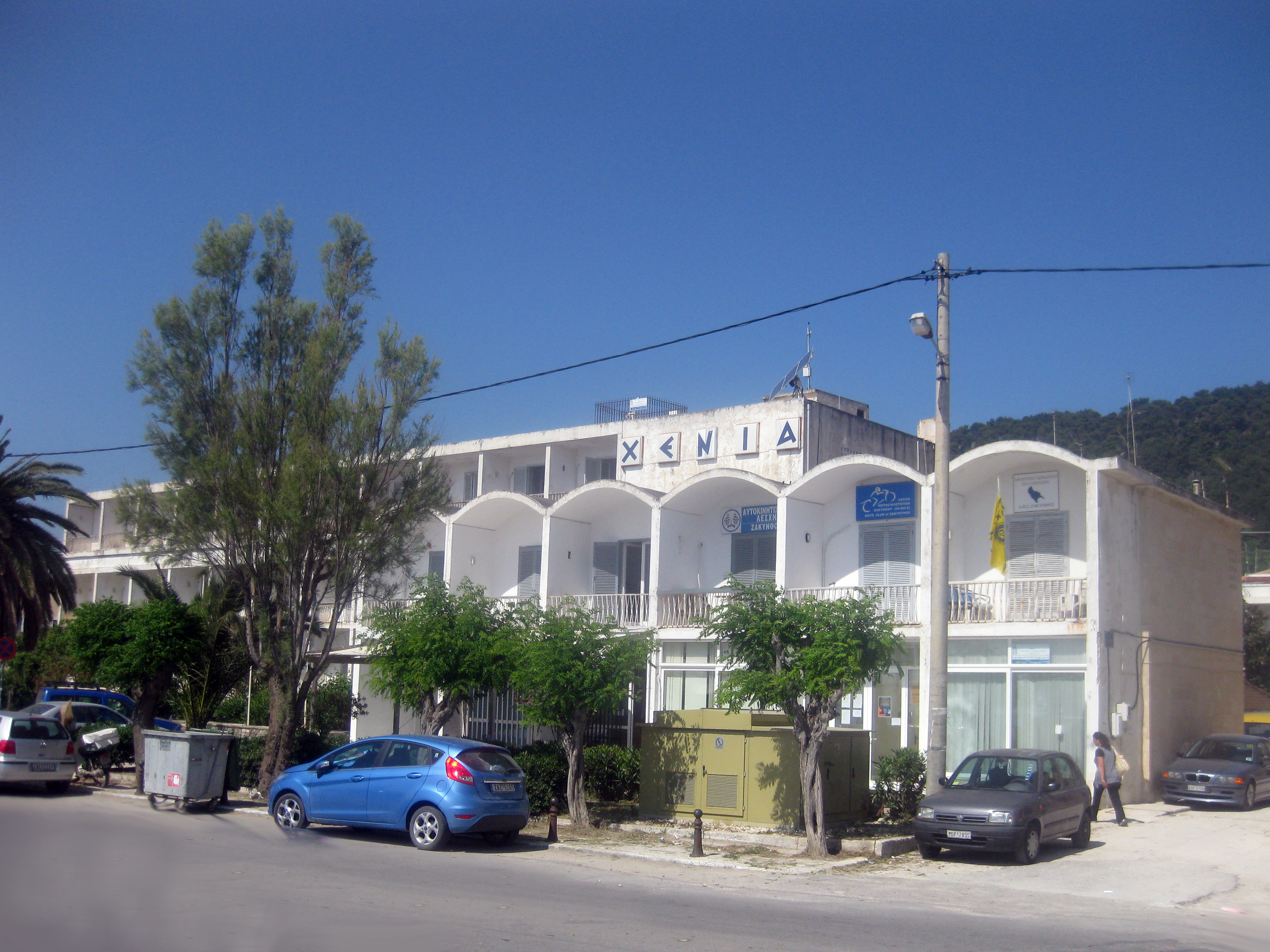
Das ehemalige Xenia an der Uferstraße in Zakynthos-Stadt beherbergt heute Vereinslokale sowie ein Wohnheim (Gebäudeteil links)

In der Vergangenheit wurden drei Hotels abgerissen. Die Stadtverwaltung von Chania entdeckte Unregelmäßigkeiten in der Baugenehmigung (das Hotel befindet sich illegalerweise zum Teil auf einem schon damals bestehenden archäologischen Ausgrabungsfeld) und konnte so das Ministerium zum Abriss zwingen, in Iraklio und Ioannina wurde ebenfalls abgerissen. Letzteres war das einzige große Projekt des Architekten G. Vokou und einziges Gebäude mit über 100 Zimmern. Errichtet wurde eine 500-Betten-Hotelanlage.
Der Pauschaltourismus erwartet überwiegend eine postmoderne bis neo-rustikale Gestaltung der Unterkünfte, folglich erfolgt auch keine Würdigung durch die Reiseliteratur. So kritisiert Dirk Schönrock im Dumont-Reiseführer die Lage des Hotels in Nafplio und bezeichnet als „Betonklotz“. Viele Hotels wurden umgebaut, um diesen Bedürfnissen angepasst zu werden. Die Hotels in Mesolongi und Poros (heute: Poros Image Hotel) wurden bis zur Unkenntlichkeit umgebaut, die auf Kos, Patmos und in Larisa erweitert. Im gepflegten Originalzustand befindet sich das Hotel in Drama und das in Chora Sfakion auf Kreta und beide werden unter dem ursprünglichen Namen betrieben. Das 1960 auf Mykonos errichtete Xenia-Hotel wurde denkmalgerecht restauriert und wird unter dem Namen Theoxenia als Designhotel geführt. Ebenso, wenn auch weniger aufwendig das Hotel in Serres (heute: Phillipos Xenia Hotel).
Waren die Standorte der Hotels noch unter dem Aspekt der Tourismusförderung entstanden, so ist ein wirtschaftlicher Betrieb an vielen Standorten nicht möglich. Das Xenia Motel in Amnissos, das Feriendorf Xenia in Paliouri, Chalkidiki und das Hotel auf Andros sind baufällig und verwaist, ebenso die Hotels in Vathy auf Samos und in Limenas auf Thasos, wo in beiden Fällen die Stadt das Gebäude erwerben wollte, jedoch ohne Erfolg. Letzteres sowie das Xenia Hotel in Komotini sollen vom Privatisierungsfond TAIPED international veräußert werden. Ein Teil der Häuser wurde an Städte verkauft oder geschenkt mit der Bedingung der denkmalgerechten Erhaltung, darunter eines von zwei in Olympia (genutzt heute von der Feuerwehr), in Volos und in Arta. Das Hotelgebäude in Arta hat der Stadtrat beschlossen an einen privaten Investor zu verpachten.
Zahlreiche griechische Architekturtheoretiker und -historiker haben auf die Bedeutung des Programms aufmerksam gemacht. Der Architekturprofessor Dionisis Zivas aus Athen hat sogar eine Bestandsaufnahme aller Bauprojekte des EOT gemacht. 2004 rief der Verband griechischer Architekten (ΣΑΔΑΣ) die zuständigen Minister Vasso Papandreou und Evangelos Venizelos dazu auf, „dringend für diese Monumente der Geschichte des Tourismus in Südeuropa“ zu sorgen. Sieben Häuser stehen unter Denkmalschutz, für neun weitere laufen die Verfahren. Ein Seminar der Nationalen Technischen Universität Athen ist den Hotels gewidmet.

## Liste der Hotelbauten (unvollständig)
- Delphi, Architekt Dimitris Pikionis, 1951–56
- Nafplio, Architekt Ioannis Triantafyllidis, 1958–60[16]
- Mesolongi, Architekt Ioannis Triantafyllidis, 1958–60[17]
- Andritsena, Architekt Katie Dialisma, 1959[18]
- Kalambaka, Architekt Aris Konstantinidis, 1960[19]
- Epidauros, Architekt Aris Konstantinidis, 1960[20]
- Paliouri, Architekt Aris Konstantinidis, 1962[20]
- Hotel, Poros, Architekt Aris Konstantinidis, 1964[21]